# Возякова, Ольга Владимировна
Ольга Владимировна Возякова (род. 15 января 1971, Москва) — российский астроном, специалист по фотометрии и адаптивной оптике. В 1994 году закончила астрономическое отделение физфака МГУ и поступила на работу в качестве научного сотрудника в отдел изучения Галактики и переменных звезд ГАИШ. Автор более чем 40 научных публикаций.

## Общественная позиция
В феврале 2022 подписала открытое письмо российских учёных с осуждением вторжения России на Украину и призывом вывести российские войска с украинской территории.
Выступала в качестве эксперта на суде над Надеждой Савченко По словам представителя СК РФ, экспертное заключение писалось в соавторстве с адвокатом, кроме того в вычислениях имеются явные ошибки, возможно свидетельствующие о «подгонке» результата к желаемому.

## Избранные публикации
1. A. Tokovinin, V. Kornilov, N. Shatsky, O. Voziakova. Restoration of turbulence profile from scintillation indices (англ.) // Monthly Notices of the Royal Astronomical Society. — Oxford University Press, 2003. — Vol. 343(3). — P. 891—899. — doi:10.1046/j.1365-8711.2003.06731.x.
2. V. Kornilov, A. Tokovinin, N. Shatsky, O. Voziakova, S. Potanin, B. Safonov. Combined MASS–DIMM instruments for atmospheric turbulence studies (англ.) // Monthly Notices of the Royal Astronomical Society. — Oxford University Press, 2007. — Vol. 382(3). — P. 1268—1278. — doi:10.1111/j.1365-2966.2007.12467.x. — arXiv:0709.2081.
3. V. Kornilov, N. Shatsky, O. Voziakova, B. Safonov, S. Potanin, M. Kornilov. First results of a site-testing programme at Mount Shatdzhatmaz during 2007–2009 (англ.) // Monthly Notices of the Royal Astronomical Society. — Oxford University Press, 2010. — Vol. 408(2). — P. 1233—1248. — doi:10.1111/j.1365-2966.2010.17203.x. — arXiv:1006.3528.
4. Возякова О.В. Прозрачность атмосферы над горой Шатджатмаз в оптическом и ближнем ИК-диапазоне // Письма в астрономический журнал. — 2012. — Т. 38, № 4. — С. 307—315.
5. Возякова О.В. Гражданин эксперт и государство // Троицкий вариант — Наука. — 2016. — № 199. — С. 16.